# Platysenta lucetta
Platysenta lucetta là một loài bướm đêm trong họ Noctuidae.